# 서미정
서미정(徐美淨, 1980년 2월 10일 ~ )은 대한민국의 펜싱 선수로 주 종목은 플뢰레이다.
서미정은 2005년 세계 펜싱 선수권 대회의 여자 플뢰레 단체 부문의 결승전에서 루마니아를 꺾고 우승하였다. 그녀는 이 업적을 이혜선, 남현희, 정길옥과 함께 달성하였다. 이듬해, 같은 대회의 같은 부문의 동메달 결정전에서 폴란드를 꺾고 동메달을 차지하였다. 그녀는 이 업적을 전희숙, 정길옥, 남현희와 함께 달성하였다. 그녀는 2000년 하계 올림픽의 여자 플뢰레 개인 부문에 출전하기도 하였다.

## 학력
- 신남초등학교
- 춘천여자중학교
- 춘천여자고등학교